# Leo Butnaru
Leo Butnaru (pueblo de Negureni, Moldavia; 5 de enero de 1949) es poeta, prosador, historiador literario, ensayista y traductor rumano. Licenciado en periodismo y filología de la Universidad de Estado de Chisináu (1967-1972). 
En 2019 algunos medios de comunicación internacionales lanzaron la noticia que Leo Butnaru había sido designado candidato al Premio Nobel de Literatura.

## Biografía
Leo Butnaru nació el 5 de enero de 1949 en el pueblo de Negureni, Distrito Teleneștim República de Moldavia. Es licenciado en periodismo y filología de la Universidad de Moldavia (1967-1972). Trabajó en la prensa periódica ocupando varios puestos: desde redactor hasta redactor en jefe en Tinerimea Moldovei (La juventud de Moldavia), Literatura si arta (Literatura y Arte), y Moldavia. Debutó en la poesía con el opúsculo de versos Ala en la luz (1976). En enero de 1977 ingresó en la Unión de Escritores de la URSS. En septiembre del mismo año fue despedido de la función de redactor del periódico Tinerimea Moldovei por la publicación de un ensayo sobre Mihail Kogalniceanu que contravenía la línea ideológica oficial. Entre 1990 y 1993 ocupó el puesto de vicepresidente de la Unión de Escritores de Moldavia. Desde 1993 es miembro de la Unión de Escritores de Rumanía. Durante varios años fue Presidente de la Filial Chisináu de la Unión de Escritores de Rumanía y miembro de su Consejo.

## Actividad Literaria
Publicó varios volúmenes de poesía, prosa, ensayos, entrevistas y traducciones en las editoriales de Chisináu, Iasi (Yassi), Bucarest, Alba Iulia, Cluj, Timisoara, Nadlac, París, Madrid, Moscú, Ruse (Bulgaria), Niš (Serbia), Cazan (Tatarstán), Alemania.
Realizó traducciones de la obra de Vladímir Mayakovski, Velimir Jlébnikov, Alexey Kruchoniy, Marina Tsvetaeva, Ósip Mandelshtam, Anna Ajmátova, Daniil Jarms, Igor Báhterev, Leonid Dobichin, Nina Habias, Ian Satunovsky y otros. Elaboró la “Antología de poesía universal” y también la “Antología rusa” (2 volúmenes), “La vanguardia rusa, Dramaturgía”, ”Los manifiestos de la vanguardia rusa”, “Panorama de la poesía rusa” (2015),  “Panorama de la poesía de la vanguardia ucrania” (2017).

## Publicaciones
- Poemas (selectivo): “Ala en la luz” Chisináu, 1976), “Del sábado al domingo” (1983), “Fórmula de urbanidad” (1985), “Domingos laborables” (1988), “El halcón de oro” (1991), “Puentes de acceso” (1993), “Vidas no paralelas” (1997), “Los gladiatores de destinos” (1998), “Identificación de la dirección” (2003), “Lamento de Semiramida” (2000), “Lo estrctamente necesario” (2002), “La fortaleza no está lista para la guerra” (2003), “El esfinge itinerante” (2004), “Del sentido opuesto”(Ed-l “Cartea Moldovei”, 2008). “Órdenes del día, órdenes de la noche” (Ed-l “Valman”, 1909), “Saqueando a Picasso” (Ed-l “Vinea”, 2011), “En el embotellamiento & Patritium Nabókpv” (Chisináu, 2012), “De rodillas sobre los dados” (Ed-l “Tracus-Arte”” 2014), “Instrucción de la centinela de sí mismo” (Ed-l “Junimea” 2015), “El protestatario y el órgano” (Iasi, Ed-l “24 horas”, 2016). “Surfing en Galilea” (Ed-l “Alfa”, 2017).
- Prosa: “¿Por qué expresamente mañana — pasado mañana?” (1990), “El ángel y la costurera” (1998), “El último viaje de Ulysses” (2006), “Niño durante los rusos”, “La ruleta rumana” (Ed-l “RAO-Prut International”, 2010), “ Los ángeles y la risa-llanto” (Bucuresti, 2011).
- Ensayos: “La sombra como testigo” (1991), “La lámpara y el espejo” (2001), “El pulidor de lentes” (2005), “El octavo día” ([2008), “Los rumanos. Enciclopedia del alma rusa & Gombrowicz” (2008), “ La lista de los basarabios. Niño durante los rusos” (Bucuresti,2013), “ Más allá de la superficie.Ciencia” ch, 2013).
- Revistas: “Estudiantes durante los rinocerontes” (2000), “El perímetro de la jaula” (2009), “Libres en la ciudad prohibida”.”El camino de los jeroglíficos” (Diarios chinos), 2007), “Caminos con y sin jeroglíficos” Apuntes de viaje .1989-2011. Yes-eu

## Condecoraciones y premios
- Varios premios de la Unión de Escritores de Moldavia
- Premio de la Unión de Escritores de Rumanía (1998, 2015)[3]
- Premio Nacional de la República  Moldavia (2002)
- Premio del Comité director y del Consejo de la Unión de Escritores de Rumanía (2008)
- Premio de la Asociación de publicaciones literarias y las Editoriales de Rumanía. El escritor del año 2009
- Premio “Constantín Stere” del Ministerio de Cultura de la República de Moldavia. (2013)
- Gran Premio y Corona de laurel en el Torneo de Poesía de Neptún-Mangalia organizado por  la Unión de Escritores de Rumanía (2016)
- Distinciones de estado de la República Moldova